# Miss Earth Venezuela 2018
Miss Earth Venezuela 2018 fue la segunda edición del certamen Miss Earth Venezuela, cuya final se llevó a cabo en el Teatro Municipal de Chacao en la ciudad de Caracas, Venezuela el 12 de agosto de 2018. 24 candidatas de diversos estados y regiones del país compitieron por el título. Al final del evento, Ninoska Vásquez, Miss Earth Venezuela 2017 de Lara, coronó a Diana Silva, también de Lara como su sucesora. 
El evento fue transmitido en vivo y directo para toda Venezuela por Globovisión, y para el extranjero mediante Youtube, estuvo conducido por las animadoras y presentadoras venezolanas Maite Delgado y Alyz Henrich.

## Resultados finales
| Resultados finales        | Candidata |
| ------------------------- | --- |
| Miss Earth Venezuela 2018 | - Lara - Diana Silva |
| Miss Venezuela Air 2018   | - Táchira - Sarilé González |
| Miss Venezuela Water 2018 | - Carabobo - Katherine Rodríguez |
| Miss Venezuela Fire 2018  | - Falcón - Verónica Araque |
| Top 8                     | - Cojedes - Daniela Marcano - Sucre - Iriana Guzmán - Vargas - Anaís Romero - Zulia - Lediannys Bello §                                                 |
| Top 13                    | - Anzoátegui - Katiuska Andrade - Barinas - Maite García - Guárico - Gabriela Vásquez - Nueva Esparta - Gloribel Briceño - Yaracuy - Alexandra Wadskier |

- § Votada por el público de toda Venezuela vía internet para completar el cuadro de 13 semifinalistas.

## Premiaciones especiales
| Premio            | Ganadora                   |
| ----------------- | -------------------------- |
| Mejor Figura      | Táchira - Sarilé González  |
| Mejor Sonrisa     | Guárico - Gabriela Vásquez |
| Miss Fotogénica   | Táchira - Sarilé González  |
| Miss Social Media | Lara - Diana Silva         |
| Miss Talento      | Zulia - Lediannys Bello    |
| Miss Integral     | Lara - Diana Silva         |
| Miss Prensa       | Lara - Diana Silva         |
| Look más Glam     | Apure - Luisana Hernández  |

### Eventos Previos
| Evento                    | Evento                    |                            |                                  |                               |
| ------------------------- | ------------------------- | -------------------------- | -------------------------------- | ----------------------------- |
| Reto Fotográfico          | Reto Fotográfico          | Mérida - Gabriella España  | Carabobo - Katherine Rodríguez   | Guárico - Gabriela Vásquez    |
| Reto Televisivo Noticioso | Reto Televisivo Noticioso | Zulia - Lediannys Bello    | Nueva Esparta - Gloribel Briceño | Falcón - Verónica Araque      |
| Mejor Figura              | Mejor Figura              | Táchira - Sarilé González  | Cojedes - Daniela Marcano        | Bolívar - Rosnery Rivas       |
| Mejor Sonrisa             | Mejor Sonrisa             | Guárico - Gabriela Vásquez | Carabobo - Katherine Rodríguez   | Anzoátegui - Katiuska Andrade |

### Presentación a la Prensa
| Premio          | Premio          |                           |                               |                                |
| --------------- | --------------- | ------------------------- | ----------------------------- | ------------------------------ |
| Miss Fotogénica | Miss Fotogénica | Táchira - Sarilé González | Cojedes - Daniela Marcano     | Carabobo - Katherine Rodríguez |
| Miss Prensa     | Miss Prensa     | Lara – Diana Silva        | Anzoátegui - Katiuska Andrade | Táchira - Sarilé González      |

## Áreas de competencia

### Final
La noche final fue transmitida en vivo para toda Venezuela por Globovisión; además se transmitió vía internet para todos los países y territorios desde el Teatro Municipal de Chacao en Caracas, Venezuela, el 12 de agosto de 2018. Inició con un "opening" al estilo disco con temas actuales a la fecha como "Loca " de Maite Perroni, "Échame la culpa" de Luis Fonsi y "Havanna" de Camila Cabello, interpretada por Luisiani Albarran, Michell Barone y la reina saliente Ninoska Vásquez. Los arreglos musicales estuvieron a cargo del gran productor musical Ronald Peña y la coreografía a cargo del reconocido Juan Silva que hizo lucir a las 24 candidatas y un espectacular ballet. Con la participación de Arán de las Casas en el desfile en traje de baño y Patricia Zavala en el desfile en traje de baño. Fue conducido por Maite Delgado y Alyz Henrich.

### Jurado final
Estos fueron los miembros del jurado que evaluaron a las semi y finalistas para elegir a Miss Earth Venezuela 2018:
- Vladimir Villegas, político y periodista.
- Claudia Suárez, modelo, animadora y Miss Venezuela Mundo 2007.
- Rosmeri Marval, actriz, cantante y modelo.
- Eleazar Guzmán, entrenador de Miss Earth Venezuela.
- Sharon Cimolino, cirujana plástica.
- Tomás Seif, odontólogo.
- Paul Marsell, director nacional de Miss Earth México.

## Relevancia histórica de Miss Earth Venezuela 2018
- Lara gana Miss Earth Venezuela por segunda vez y la primera de manera consecutiva.
- Anzoátegui, Barinas, Carabobo, Cojedes, Lara, Nueva Esparta, Táchira y Vargas repiten clasificación.
- Falcón, Guárico, Sucre, Yaracuy y Zulia clasifican por primera vez.

## Candidatas
24 concursantes competirán por el título.
| Región/estatal   | Candidata                                       | Edad | Altura (cm) | Ciudad natal   |
| ---------------- | ----------------------------------------------- | ---- | ----------- | -------------- |
| Amazonas         | Luisana María Hernández Mendoza                 | 27   | 174         | La Guaira      |
| Anzoátegui       | Katiuska Nazareth Andrade Rivero                | 19   | 175         | Guanta         |
| Apure            | María Patricia Páez Morales                     | 24   | 174         | Caracas        |
| Aragua           | Sylvana Michelle ramirez                        | 24   | 170         | Maracay        |
| Barinas          | Gabriela José España Omaña                      | 26   | 174         | Barinas        |
| Bolívar          | Rosnery de los Ángeles Rivas Mengochea          | 19   | 175         | Ciudad Bolívar |
| Carabobo         | Katherine Gabriela del Valle Rodríguez Martínez | 18   | 170         | Valencia       |
| Cojedes          | Sherryl Solmary Perlita Peralta Dordi           | 27   | 170         | Maracay        |
| Delta Amacuro    | Minorka José Mujica Zabala                      | 24   | 175         | Carúpano       |
| Distrito Capital | Diana Carolina Silva Francisco                  | 20   | 179         | Caracas        |
| Falcón           | Ysmaibel Gabriela Beirutti Sarmiento            | 27   | 170         | Punto Fijo     |
| Guárico          | Maite García Gingerti                           | 22   | 170         | Puerto La Cruz |
| Lara             | Alexandra Beatriz Wadskier Martínez             | 25   | 171         | Valencia       |
| Mérida           | Verónica Esperanza Araque Smith                 | 19   | 170         | Caracas        |
| Miranda          | Daniela Scarlett Marcano Díaz                   | 25   | 170         | Caracas        |
| Monagas          | Lediannys Joselín Bello Guzmán                  | 24   | 174         | Temblador      |
| Nueva Esparta    | Gloribel Briceño Rodríguez                      | 22   | 170         | Puerto La Cruz |
| Portuguesa       | Karexi Amalia Andreína Bastidas Pérez           | 25   | 171         | Acarigua       |
| Sucre            | Iriana Carolina Guzmán Brito                    | 20   | 182         | Carúpano       |
| Táchira          | Sarilé Daniela González Pérez                   | 18   | 173         | San Cristóbal  |
| Trujillo         | Gabriela Lucia Vásquez Mata                     | 25   | 170         | Puerto La Cruz |
| Vargas           | Anaís Orlanda Romero Abuin                      | 26   | 184         | La Guaira      |
| Yaracuy          | Stephanie Juliett Gutiérrez Lobo                | 22   | 170         | Caracas        |
| Zulia            | Luisa María Araujo Angulo                       | 27   | 174         | Maracaibo      |